# Jardins de Agdal

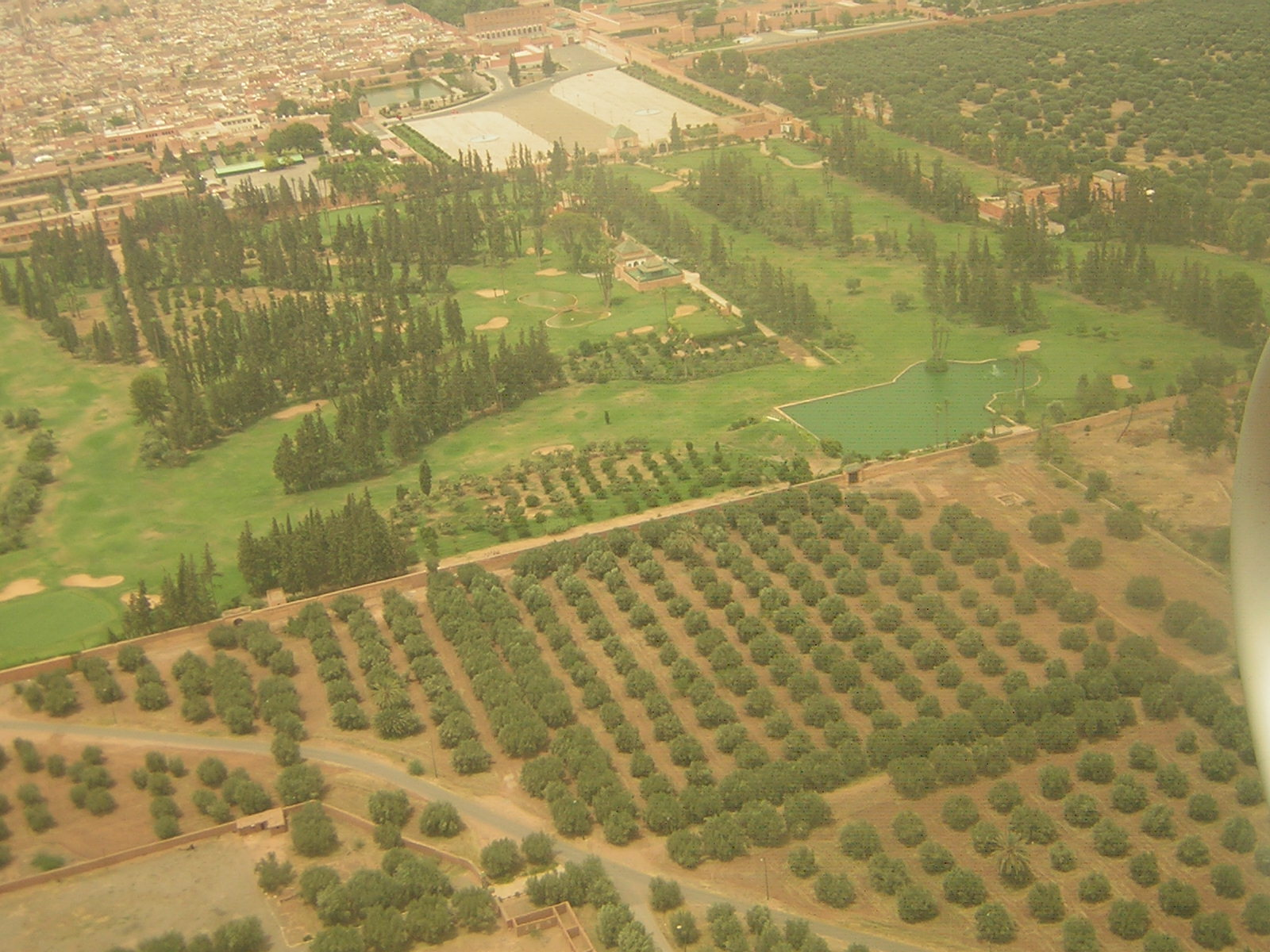
Vista aérea de parte dos Jardins de Agdal

Os Jardins de Agdal ou Jardins de Aguedal são os jardins mais antigos de Marraquexe, em Marrocos. Foram concebidos no século XII, durante o reinado do califa almóada Abde Almumine (r. 1147–1163). Fazem parte do sítio "Almedina e Jardim de Agdal", classificado como Património Mundial pela UNESCO em 1985.
Os jardins estendem-se por cerca de três quilómetros e ocupam 400 hectares. Dispõem de vários pavilhões e apresenta mais variedade de vegetação do que os Jardins da Menara. São constituídos por talhões retangulares de pomares de laranjeiras, limoeiros, romãzeiras, pessegueiros, e figueiras, que são ligados por caminhos ladeados de oliveiras.
O termo Agdal deriva da língua berbere e significa "pradaria fechada". Os jardins confinam com a parte sul do palácio real Dar El Makhzen. As primeiras árvores foram plantadas no século XII pelos almóadas. Os jardins foram renovados durante a dinastia saadiana (séculos XVI e XVII) e ampliados durante o reinado de Abderramão (r. 1822–1859), tendo então sido rodeados dum muro de taipa. Os jardins tomaram então a forma que ainda hoje conservam.
A irrigação é feita recorrendo a vários reservatórios que armazenam água vinda do Alto Atlas e a valas que distribuem a água. A água vem das montanhas, via Agmate, no vale de Ourika, através de uma rede de canais subterrâneos e valas, conhecida como khettera, ao longo de várias dezenas de quilómetros.
Junto ao maior lago artificial, o Sahraj el-Hana (tanque da saúde) encontra-se o Dar el Hana, um minzah (pequeno pavilhão) que tem um terraço panorâmico de onde se podem admirar os jardins e as montanhas do Alto Atlas. O lago foi usado para treinar tropas a nadar. O sultão Maomé IV  morreu no lago em 1873 quando a sua lancha a vapor se afundou. O seu sucessor Mulei Haçane alojou o seu harém noutro pavilhão dos jardins, o Dar el Baida.